# مباراة موني إن ذا بانك

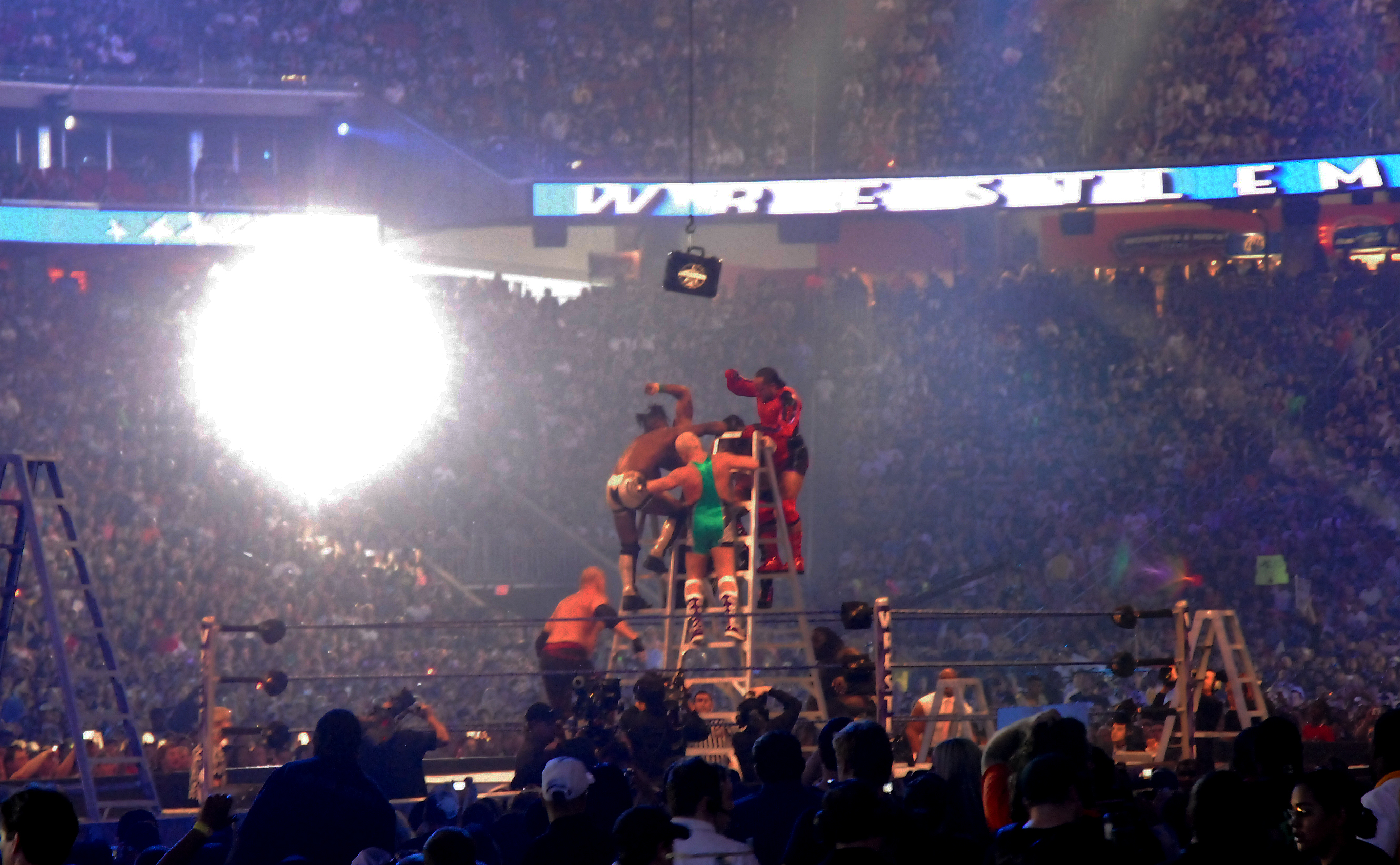
مباراة ماني إن ذذا بانك في راسلمينيا 25 عام 2009

ماني إن ذا بانك هي بطولة تقام سنويا في عرض ماني إن ذا بانك ويتنافس فيها 8 مصارعين من راو و من سماك داون والمبارات عبارة عن محاولات تقام داخل الحلبة للفوز بالحقيبة التي بذاخلها عقد يمنح الفائز بها مباراة على اللقب في الوقت والمكان الذي يريد.
ومن أهم الفائزين باللقب ايدج، ذا ميز، ألبرتو دل ريو، دانييل براين، كين، سي إم بانك، جاك سواغر، وغيرهم من المصارعين المحترفين